# 乌鲁沙
乌鲁沙（羅馬化：Urusha）是俄罗斯阿穆尔州的市级镇，属斯科沃罗季诺区，位于阿穆尔河支流乌鲁沙河畔。
该地2021年有人口3,245人；2010年人口3,777；2002年人口4,422；1989年人口4,929。